# Gouines rouges
Las Gouines rouges (bolleras rojas) son un movimiento radical feminista lésbico francés fundado en abril de 1971 como respuesta a la voluntad de autoafirmarse a la vez en el seno del movimiento feminista y del movimiento homosexual, así como al temor de que las lesbianas desaparecieran.

## Historia
En abril de 1971, el Movimiento de Liberación de las Mujeres (MLF, Mouvement de Libération des Femmes) ya existía desde hacía dos años y medio. Trescientas mujeres que habían acudido regularmente a las asambleas generales de Bellas Artes organizaron una campaña por el aborto y la contracepción libres y gratuitos. 
El Frente Homosexual de Acción Revolucionaria, movimiento radical que rechazaba las reformas en favor de la homosexualidad, a las que juzgaba de insuficientes o e timoratas, había sido fundado un mes antes a iniciativa de militantes del MLF y de algunos militantes de la asociación Arcadie.
La «alianza entre las chicas del MLF y los maricones del FHAR» parecía evidente aunque nadie se hubiera puesto en tela de juicio la heterogeneidad del FHAR. Los miembros de ambos movimientos se sentían víctimas de la «falocracia» y perseguían la «libre disposición de [su] cuerpo». Anne-Marie Fauret, en el n°12 de Tout, resume así esta posición: «Nuestro lugar está en la intersección de los movimientos que liberarán a las mujeres y a los homosexuales. El poder que reivindicamos es el de realizarnos».
Pero la publicación del número 12 de Tout, donde por primera vez gais y lesbianas tomaban públicamente la palabra en un periódico de extrema izquierda, hizo tambalearse el equilibrio entre los sexos al lado de los varones. Dentro del FHAR, las lesbianas se empezaron a sentir marginadas y las militantes feministas desposeídas.
Finalmente, fue contra la «misoginia» del FHAR que algunas militantes lesbianas se reunieron en el anfiteatro de Bellas Artes. Unas cincuenta militantes de entre veinte y treinta y cinco años, fundaron las Gouines rouges. El nombre habría sido tomado de la invectiva que les lanzó un viandante durante una manifestación.
El movimiento se dio a conocer a través de la distribución de panfletos en la entrada de discotecas de mujeres, en Pigalle y chez Moon. En junio de 1971, se organizó una fiesta en las Halles para «festejar con alegría el inicio de nuestra revuelta, salir de nuestros guetos, vivir en definitiva nuestro amor al gran día».
El grupo se separó poco después del FHAR para volver a unirse al MLF como grupo de discusión informal. Allí se discutieron conceptos tales como «hacerse lesbiana por elección política». Las Gouines rouges se afirmaron en el seno del MLF a través de happenings en las asambleas generales con temáticas tales como «las lesbianas, ¿son mujeres?» o «nuestro problema también es el vuestro», o durante las «Jornadas de denuncias de crímenes contra las mujeres» que tuvieron lugar en la Mutualité el 12 y 13 de junio de 1972.
Las reuniones de las Gouines rouges se acabaron espaciando a pesar de los ánimos de Monique Wittig.